# كورنيليا كولينز هاسي
كورنيليا كولينز هاسي (بالإنجليزية: Cornelia Collins Hussey)‏ هي ناشطة حق المرأة بالتصويت ‏ وكاتِبة أمريكية، ولدت في 7 يوليو 1827، وتوفيت في 13 أكتوبر 1902.